# Берёза (город)
Берёза (Картуз-Береза, Береза или Картузская Береза, бел. Бяро́за; до 1940 года назывался Берёза-Картузская, пол. Bereza Kartuska) — город в Брестской области Беларуси. Административный центр Берёзовского района. На реке Ясельда. В 102 км от Бреста, 6 км от железнодорожной станции Берёза-Картузская на линии Брест — Барановичи. Расположен остановочный пункт Берёза-Город. 
Численность населения — 28 192 человек (2025).

## Геральдика
Герб и флаг учреждены Указом Президента Республики Беларусь от 2 декабря 2008 года № 659 и зарегистрированы в Государственном геральдическом регистре Республики Беларусь 23 января 2009 года № Б-133 и № Б-134. Одобрены решением Березовского районного исполнительного комитета от 25 июня 2002 года № 473.
Герб города Берёза представляет собой щит, в голубом поле которого изображены серебряные ворота. В нижней части поля серебряная оконечность, сопровождаемая двумя волнистыми поясами: верхним — серебряным, нижним — голубым.

## История
Первое упоминание о городе Берёза восходит к 1477 году, когда владелец города Ян Гамшей основал здесь костёл Святой Троицы. В конце XV века Берёза становится торговым городом, получив городскую хартию и право на проведение еженедельной ярмарки. В период с 1538 по 1600 был крупным центром кальвинизма.

### XVII век
В 1617 году Берёза становится собственностью канцлера Великого княжества Литовского Льва Сапеги, который первым делом основывает здесь новый католический костёл (прежний после того, как больше полувека находился в руках кальвинистов, окончательно обнищал). В 1629 году Сапега также разрешил местным евреям открыть школу и синагогу. В это время в городе уже существовала и униатская церковь.
После его смерти в 1633 году Берёза по завещанию переходит к его старшему сыну Яну Сапеге, маршалку Великого княжества Литовского, а затем — к его младшему брату, Казимеру Льву Сапеге.
Казимер Лев Сапега унаследовал от своего отца не только способности к государственным делам и выдающийся ум, но и глубокую набожность. За свою жизнь им было основано немало костёлов и монастырей, одним из которых стал картезианский монастырь в Берёзе.

Монастырь картезианцев. Рисунок Н. Орды

Угловой камень костёла был торжественно заложен в 1648 году. Строительству помешали несчастья, свалившиеся на Речь Посполитую в том же году — начало казацкой войны и смерть польского короля Владислава IV. Лишь 3 января 1650 года в Варшаве подписан акт основания монастыря картезианского (картузианского) монашеского ордена. Строительство монастыря осуществлялось неизвестным итальянским зодчим и было закончено в 1689 году.
В связи с появлением монастыря город, переданный ему в собственность, получил своё второе название — Берёза-Картузская (пол. Bereza Kartuska). Монастырь способствовал развитию местной торговли и ремёсел. Постепенно расширяясь, монастырь стал одним из крупнейших во всей Речи Посполитой. Монастырский комплекс включал в себя здание костёла, монашеские кельи, трапезную, библиотеку, госпиталь, аптеку и хозяйственные постройки. Комплекс был оснащён оборонительной системой: монастырь с прилегающим садом и прудом был окружён рвом, заполненным водой и каменной стеной со сторожевыми башенками. В середине двора, примыкая к апсиде костёла, находилась высокая колокольня с толстыми стенами и множеством ярусов для размещения пушечных орудий. В 1680 году евреям разрешили построить молитвенный дом и беспрепятственно отправлять свои богослужение.

### XVIII—XIX века
В 1706 году монастырь подвергся осаде, после чего взят штурмом, подожжён и разграблен войсками шведского короля Карла XII. Двумя годами позже шведские войска ещё раз разграбили город, что привело к практически полному его опустошению. Ущерб был нанесён городу и русскими войсками под командованием Александра Суворова в 1772, в ходе первого раздела Польши.

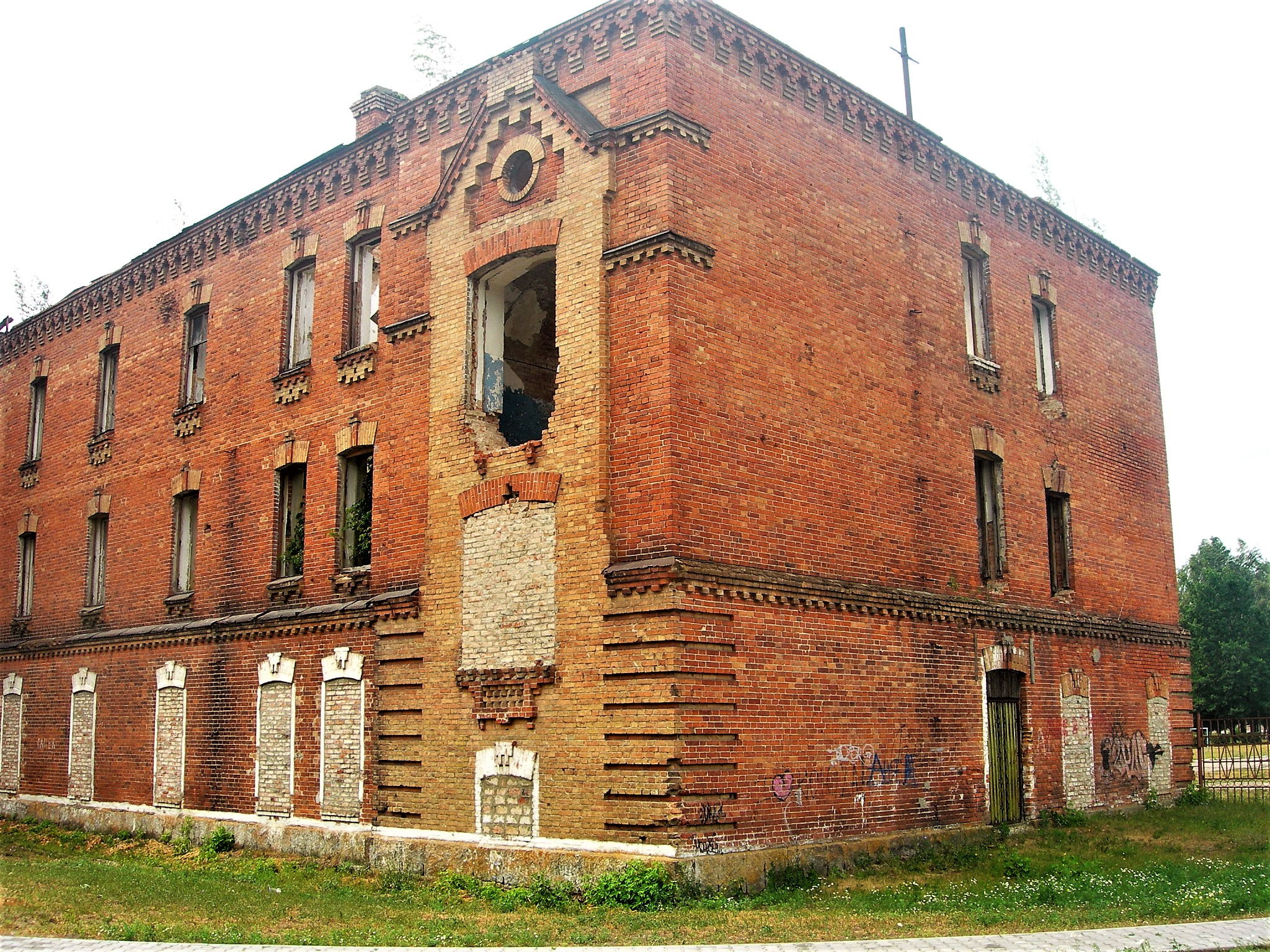
«Красные казармы»

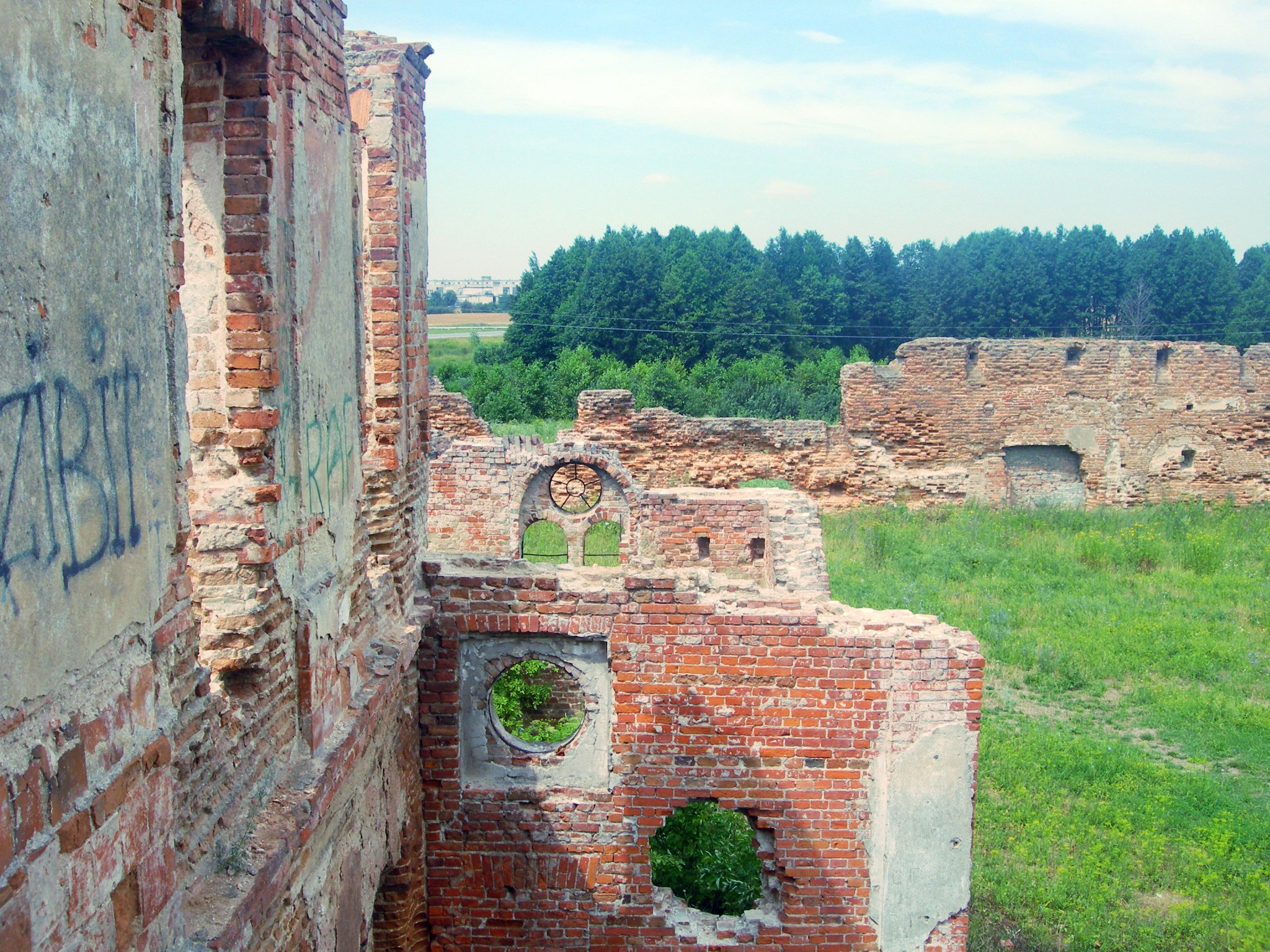
Руины монастыря

После третьего раздела Речи Посполитой город вместе с монастырём перешёл к Российской империи и вошёл в Пружанский уезд Слонимской, затем Литовской и ещё позже Гродненской губернии.
В ходе подавления польского восстания 1830—1831 годов город был занят российскими войсками.
В первозданном виде ансамбль монастыря просуществовал до 1863 года. В наказание за активное участие в польском восстании 1863 года монахов-картезианцев российские власти закрыли монастырь, и в 1866 монастырский комплекс был частично разрушен, а кирпичи были использованы для строительства «красных казарм» и православной церкви в Берёзе. Костёл, находившийся на территории монастыря, был разрушен в 1868.
Город вошёл в так называемую «черту оседлости» и был заселён евреями, переселёнными из других районов Российской империи. В 1931 году они составляли 52,2 % из 4521 жителей. В 1871 недалеко от города была проложена железная дорога Варшава — Москва, соединившая город с соседними крупными городами Брест-Литовском и Смоленском. В 1878 в городе было семь улиц и около 200 домов. Население города и окрестностей составляло около 5000 человек. В городе действовали католический костёл, православная церковь и несколько синагог.

### XX век

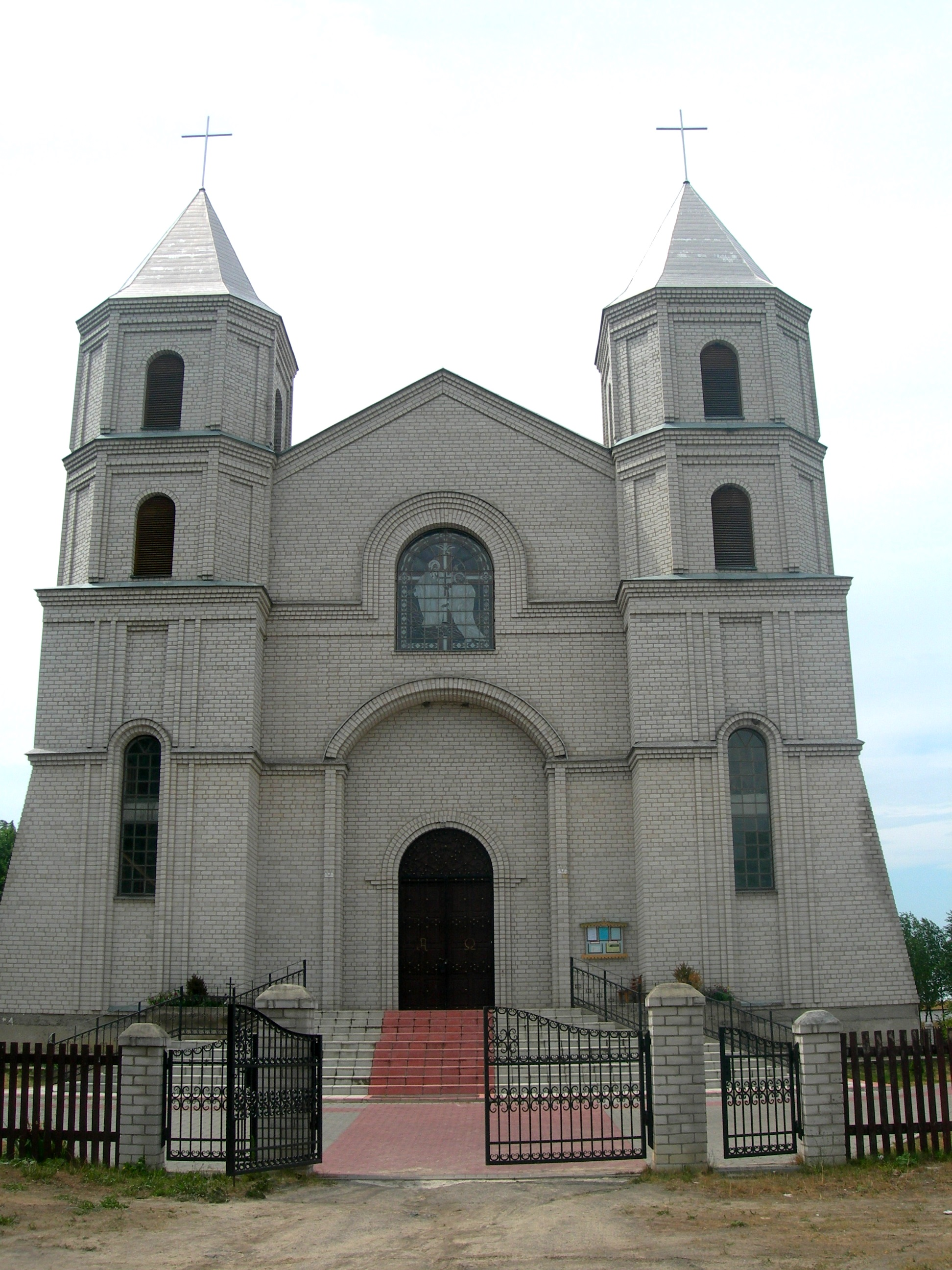
Троицкий костёл (1998)

В 1906 году в ходе Первой русской революции произошли волнения среди солдат Пятигорского 151-го пехотного полка, расквартированного в Берёзе-Картузской.
В 1915 году в ходе Первой мировой войны город был захвачен Германией и оказался вне политических и революционных процессов, происходивших в Российской империи. Германская оккупация продолжалась до 19 января 1919, когда город ненадолго был занят Красной Армией, уже 14 февраля 1919 в результате боя за Берёзу-Картузскую был отбит поляками. В ходе Советско-польской войны город дважды становился ареной сражений, в июле 1920 года он был вновь занят Красной армией, однако по завершении войны он, как и вся Западная Белоруссия, отошёл к Польше.

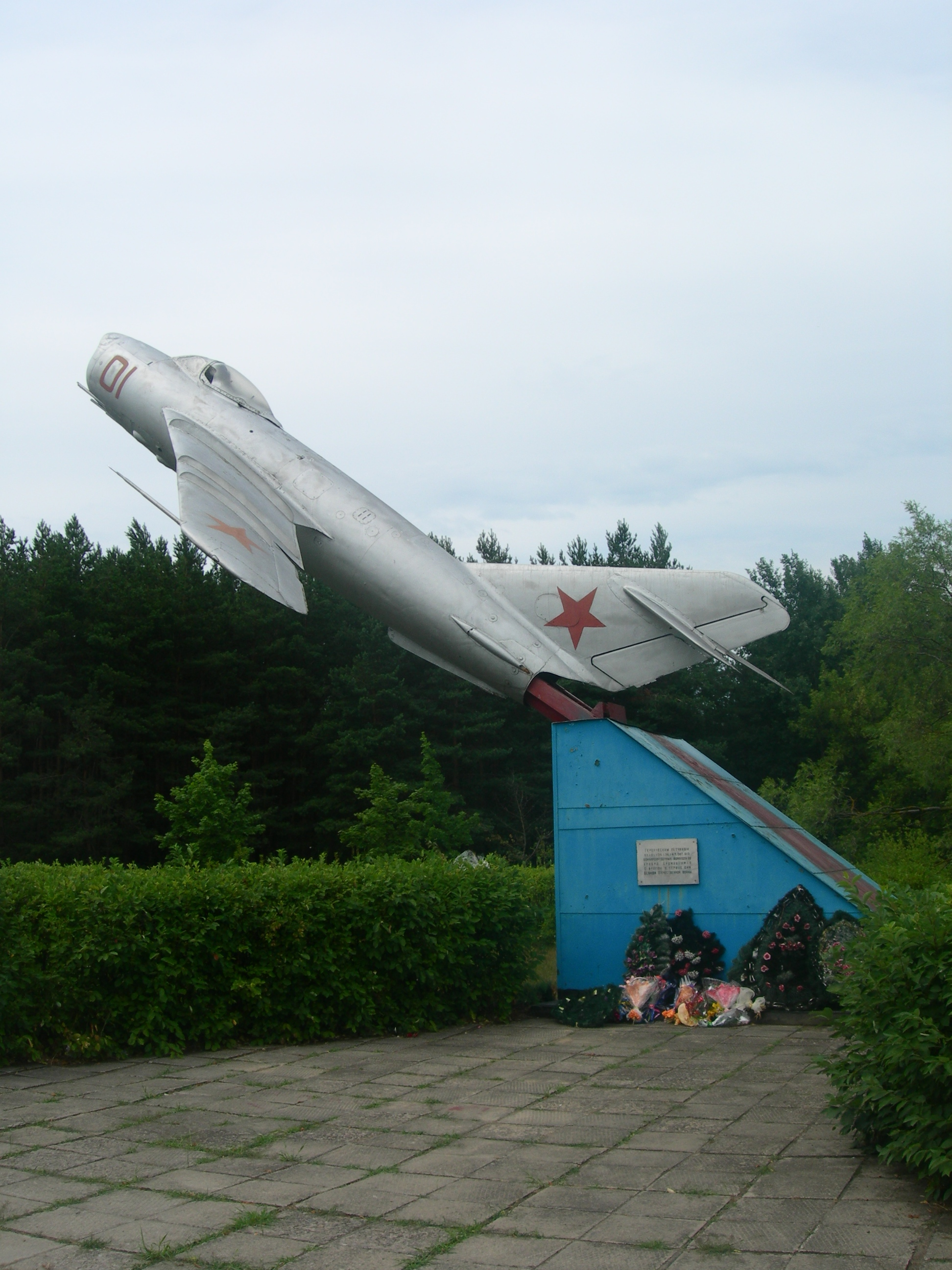
Памятник советским лётчикам

С июня 1934 года по 17 сентября 1939 года здания бывших царских казарм были использованы для размещения лагеря для противников правящего режима. Возглавлял его инспектор полиции Ян Греффнер из Познани. Согласно польским источникам, в лагере содержалось до 800 человек. В советских источниках лагерь назывался «концентрационным», а его существование считалось свидетельством «фашистской» сущности санационного режима. По советским данным, к началу 1938 года число заключённых превышало здесь 7 тысяч человек.
В сентябре 1939 года город, вместе со всей Западной Белоруссией, был присоединён к СССР, а 23 июня 1941 года оккупирован наступающими немецкими войсками.
Перед началом Великой Отечественной войны доля евреев в населении города была 80 %. Во время войны в городе было создано гетто для евреев, которых в том числе свозили сюда из соседних районов. Более 8 тысяч евреев погибли здесь в ходе массовых расправ и умерли от голода.
После войны завершилось вхождение города в состав СССР, а оставшееся польское население было выселено на польскую территорию. Еврейская община восстановлена не была. Остатки стен картезианского монастыря остались в полуразрушенном состоянии.
20 октября 1995 года административные единицы Березовский район и город Береза, имеющие общий административный центр, объединены в одну административную единицу — Березовский район.
В 2024 году за высокие показатели, достигнутые в ходе проведения в 2023 году республиканского смотра санитарного состояния и благоустройства населённых пунктов Республики Беларусь, Берёза признана одним из победителей, награждена переходящим вымпелом.
В 2017 году утвержден официальный природный символ Березовского района — Вертлявая камышевка.

## Население
По данным первой всероссийской переписи 1897 года, население города составляло 6226 человек (3979 женщин и 2247 мужчин), из них 2623 человека были иудеями, 2599 — православными и 813 — римо-католиками.
Численность населения — 28 192 человек (на 1 января 2025 года).
| Численность населения:                                                                          |
| Графики недоступны из-за технических проблем. См. информацию на Фабрикаторе и на mediawiki.org. |

| 1897 | 1939   | 1959   | 1970   | 1979     | 1989     | 2001     | 2006     | 2011     | 2016     | 2018     | 2020     | 2021     | 2023    | 2024 | 2025    |
| ---- | ------ | ------ | ------ | -------- | -------- | -------- | -------- | -------- | -------- | -------- | -------- | -------- | ------- | ---- | ------- |
| 6226 | ▼ 5000 | ▲ 5600 | ▲ 9294 | ▲ 13 113 | ▲ 23 203 | ▲ 30 123 | ▼ 29 438 | ▼ 29 423 | ▼ 29 408 | ▲ 29 441 | ▼ 28 500 | ▲ 28 619 | ▼28 397 |      | ▼28 192 |

В 2017 году в Берёзе родилось 379 и умерло 222 человека. Коэффициент рождаемости — 12,9 на 1000 человек (средний показатель по району — 12,2, по Брестской области — 11,8, по Республике Беларусь — 10,8), коэффициент смертности — 7,9 на 1000 человек (средний показатель по району — 13,9, по Брестской области — 12,8, по Республике Беларусь — 12,6). Уровень смертности населения в Берёзе один из самых низких в Брестской области и во всей стране.

## Экономика
- Берёзовский филиал ОАО «Савушкин продукт» (бывший Берёзовский сыродельный комбинат) — переработка молока, кроме консервирования, производство сыров, масла животного, цельномолочной продукции, мороженого и прочих пищевых продуктов;[28]
- ОАО «Берёзастройматериалы» — производство плитки керамической[28];
- ОАО «Берёзовский комбинат силикатных изделий» (юридический адрес находится за пределами города, в Берёзовском сельсовете) — производство стеновых блоков из ячеистого бетона и блоков ячеистого бетона для перегородок зданий[28], в 2020 году собственник был признан банкротом, в 2021 году завод выставлен на продажу за 18 млн долларов;
- ОАО «Теплоприбор» — выпускает следующую продукцию: вентиляторы, электрорадиатор «Ясельда», котлы отопительные, нестандартизированное оборудование, комплектующие к СЗК-8, линии по сортировке твёрдых бытовых отходов, торговые павильоны, контейнеры для мусора — 11 м³, машинки для резки кровли[28], по состоянию на 1 сентября 2021 года из-за тяжёлого финансового положения находится в стадии санации[29];
- ОАО «Берёзовский мотороремонтный завод» — осуществляет капитальный ремонт тракторно-комбайновых двигателей, узлов и деталей, изготовление новых деталей; изготовление крепежных метизных изделий, запасных частей к тракторам, запасных частей к сельхозмашинам;[28]
- РУПП «Берёзатара» — производство упаковки из лёгких металлов — крышки металлической СКО-1058; СКО-1-82; ПТ-51[28], по состоянию на 1 сентября 2021 года предприятие признано банкротом и находится в стадии ликвидации[29];
- ОАО «Берёзовский мясоконсервный комбинат»
- ОАО «Берёзовский комбикормовый завод»
- ОАО «Нарутовичи»
- Гостиница «Ясельда».
- Дом охотника «Смалярка»

## Культура
- ГУК «Березовский районный методический центр народного творчества и культурно-просветительской работы»
- ГУК «Дворец культуры г. Березы»
- ГУК «Детско-юношеский спортивно-эстетический центр»
- ГУК «Березовский районный Центр ремесел»
- ГУК «Березовская районная клубная система»
- ГУК «Березовская районная библиотечная система»
- ГП «Березовская районная киновидеосеть»
- ГУО «Детская школа искусств г. Береза»
- ГУО «Детская школа искусств г. Береза № 2»

### Музеи
- Учреждение культуры «Берёзовский историко-краеведческий музей»[30]
  - Филиал учреждения культуры «Берёзовский историко-краеведческий музей» «Галерея искусств»[31]
- Музей концлагерь Берёза Картузская 1934-1939[32]

## Достопримечательности

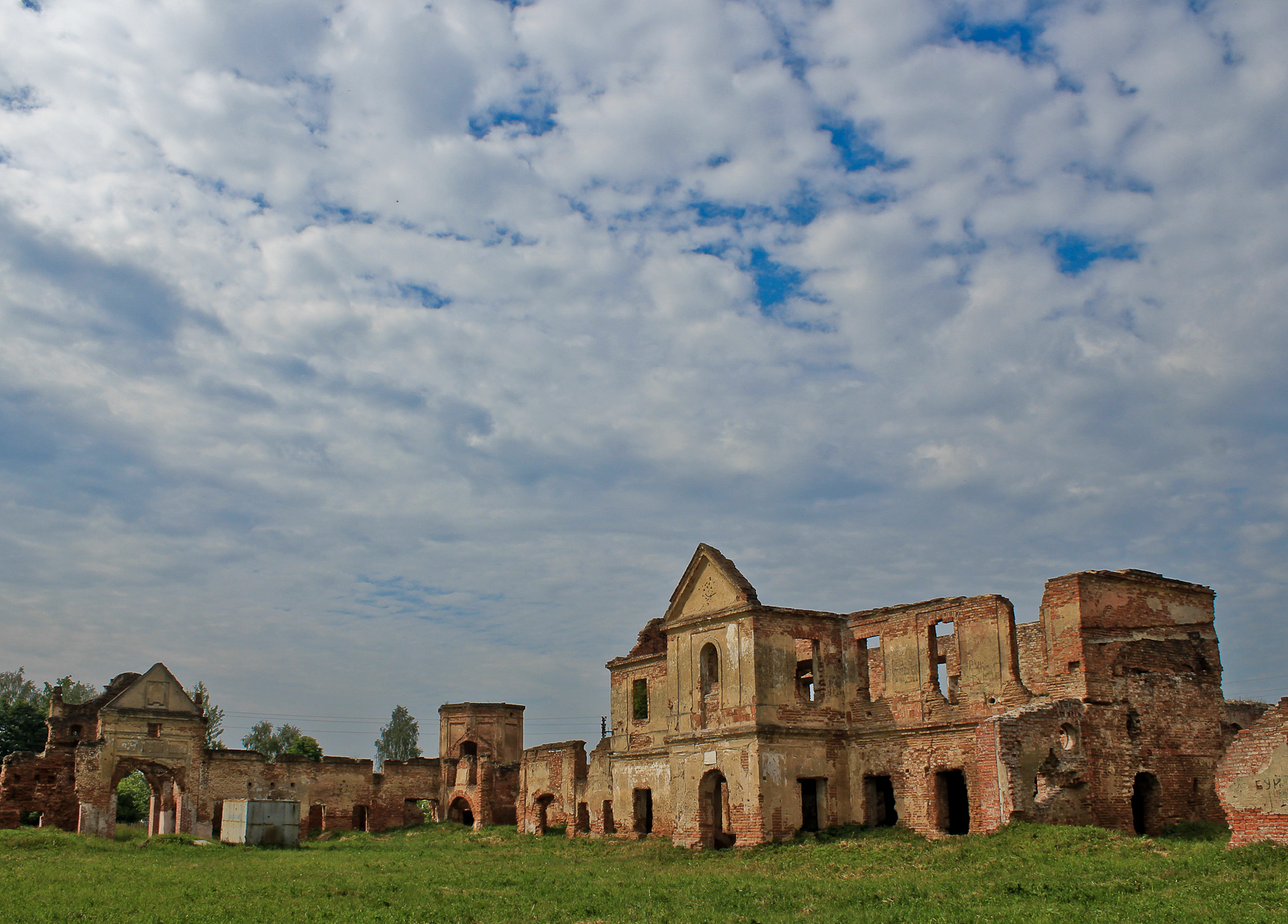
Руины бывшего монастыря картезианцев

- Руины бывшего монастыря картезианцев (1648—1689) ворота, ограда с башнями, здание больницы —  Историко-культурная ценность Республики Беларусь, шифр 112Г000133
- Братская могила (1941—1944), Комсомольский сквер —  Историко-культурная ценность Республики Беларусь, шифр 113Д000134
- Могила жертв фашизма (1941—1944), на старом кладбище по улице Пушкина —  Историко-культурная ценность Республики Беларусь, шифр 113Д000135
- Историческая застройка (конец XIX века—начало XX веков; фрагменты)
- Храм святых апостолов Петра и Павла (1772, перестроен в 2003 году)[33]
- Свято-Михайловская церковь (2007)
- Костёл Пресвятой Троицы (1998)
- Казармы

### Памятник, скульптура
- Памятник В. И. Ленину
- 4 мемориальных летательных аппарата – 2 самолёта (МиГ-21С, Су-25) и 2 вертолёта (Ми-8СМВ, Ми-24П)
- Мемориал на месте концлагеря Берёза Картузская[32]
- Мемориальная доска лейтенанту А. Н. Заставному

### Утраченное наследие
- Костёл (1933)
- Синагога (XIX века)
- Церковь греко-католическая (1618)

## Галерея

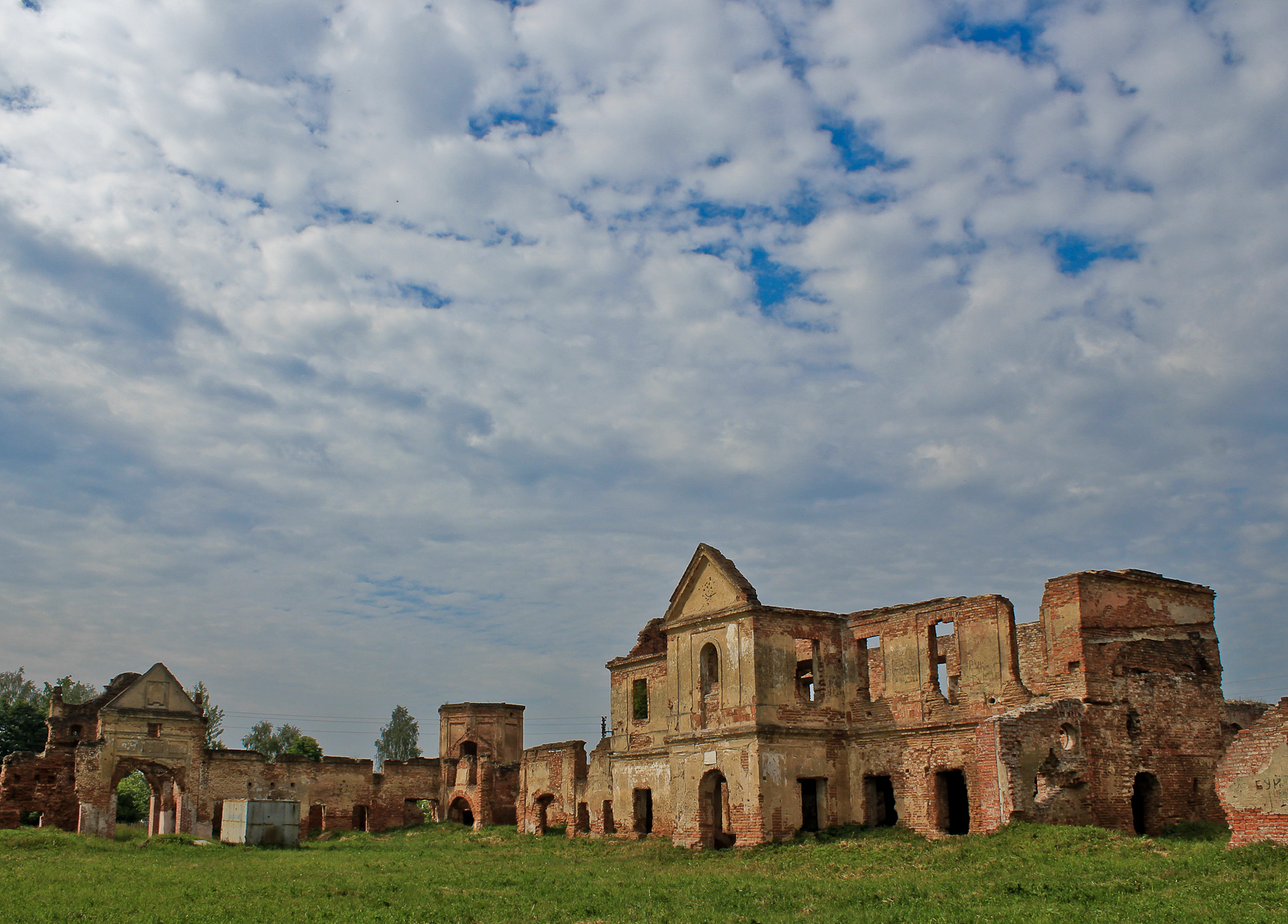
Руины бывшего монастыря картезианцев
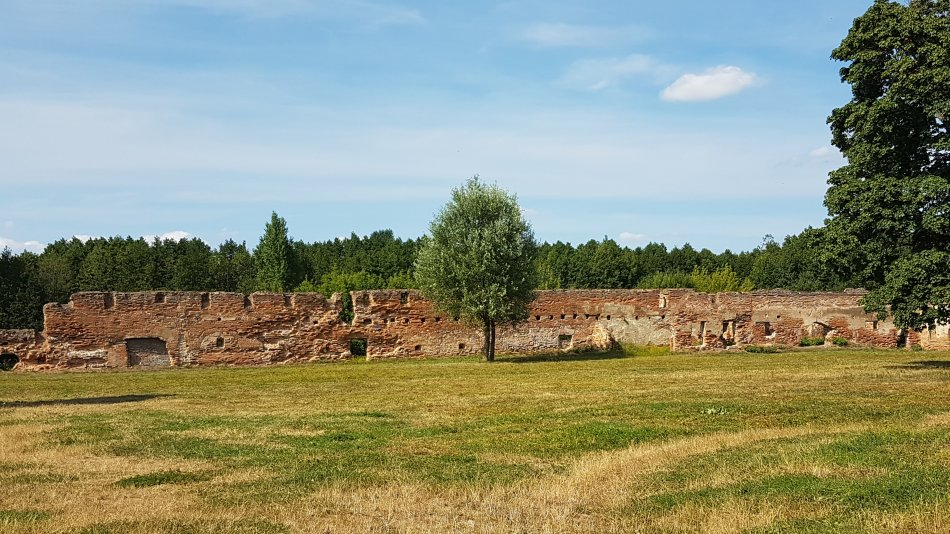
Руины бывшего монастыря картезианцев
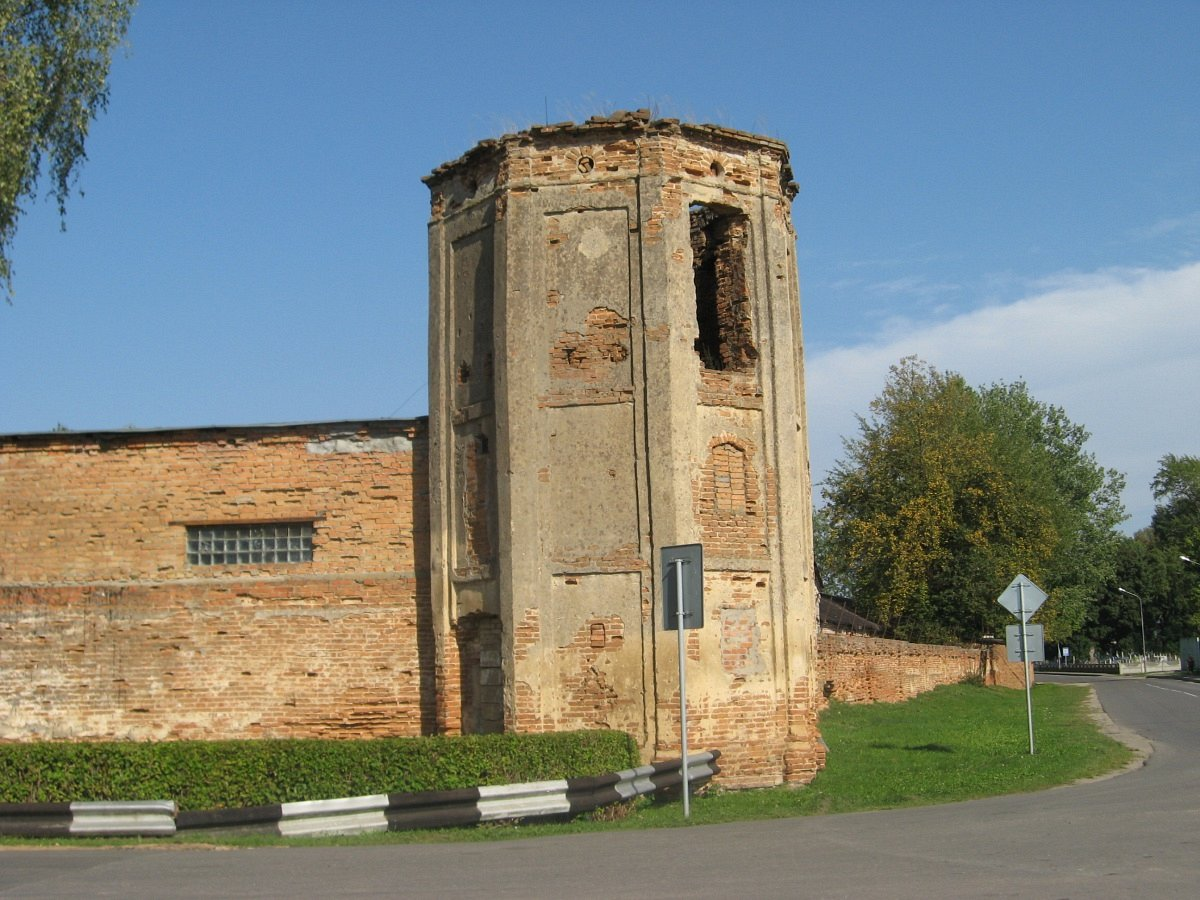
Угловая башня монастыря
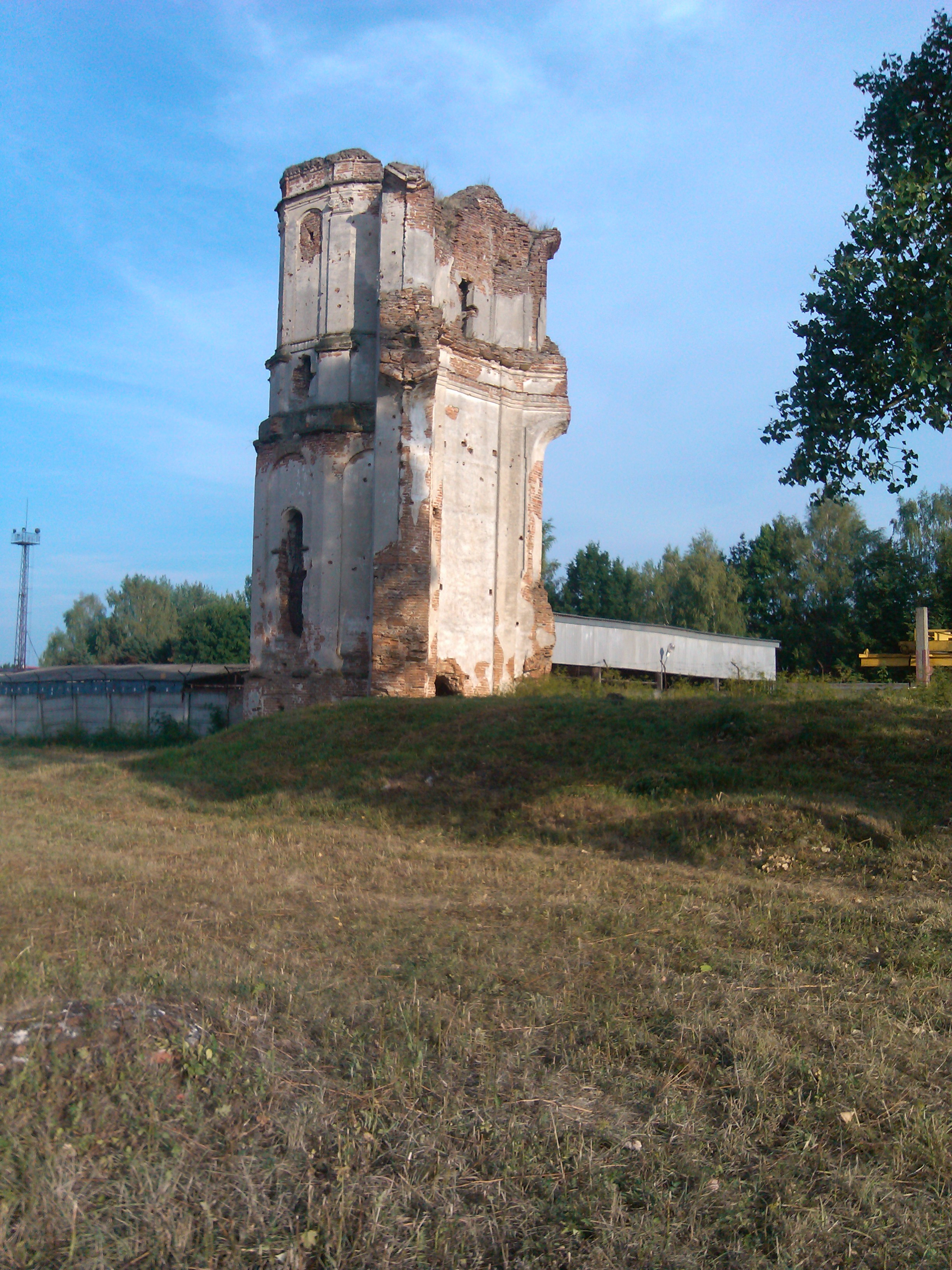
Фрагменты костёла
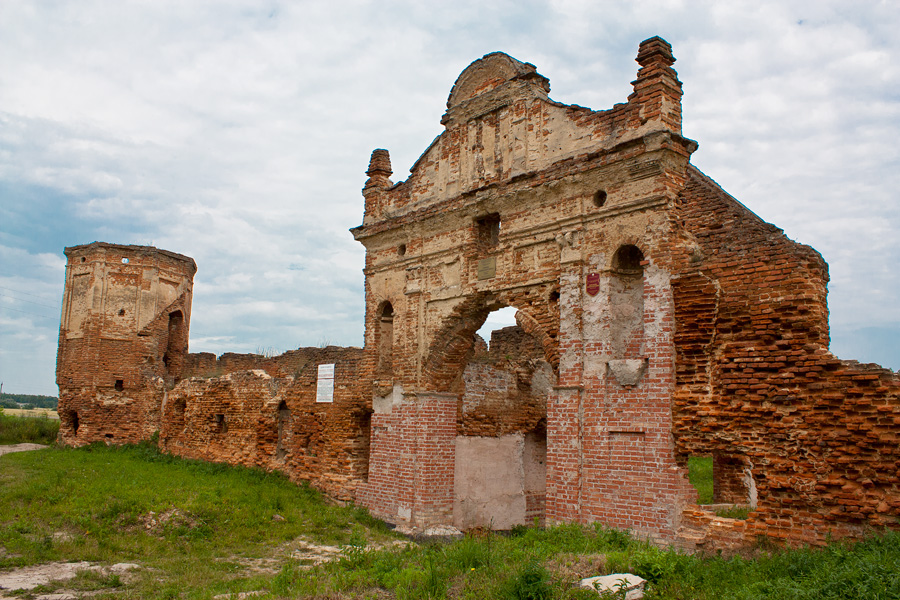
Руины бывшего монастыря картезианцев
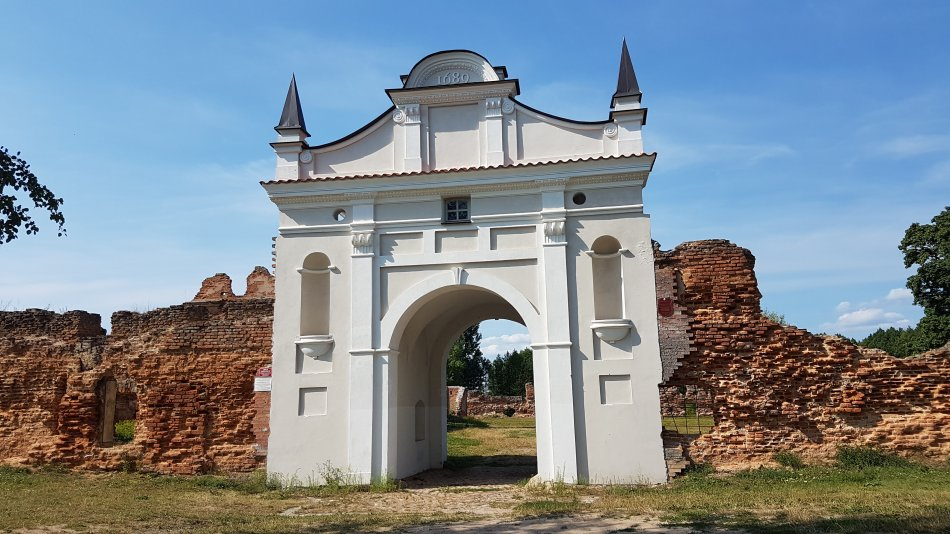
Обновлённая брама монастыря картезианцев
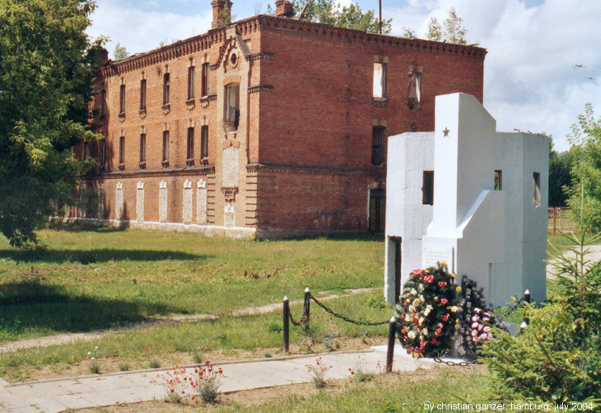
Помещение лагерной администрации и памятный обелиск на месте концлагеря
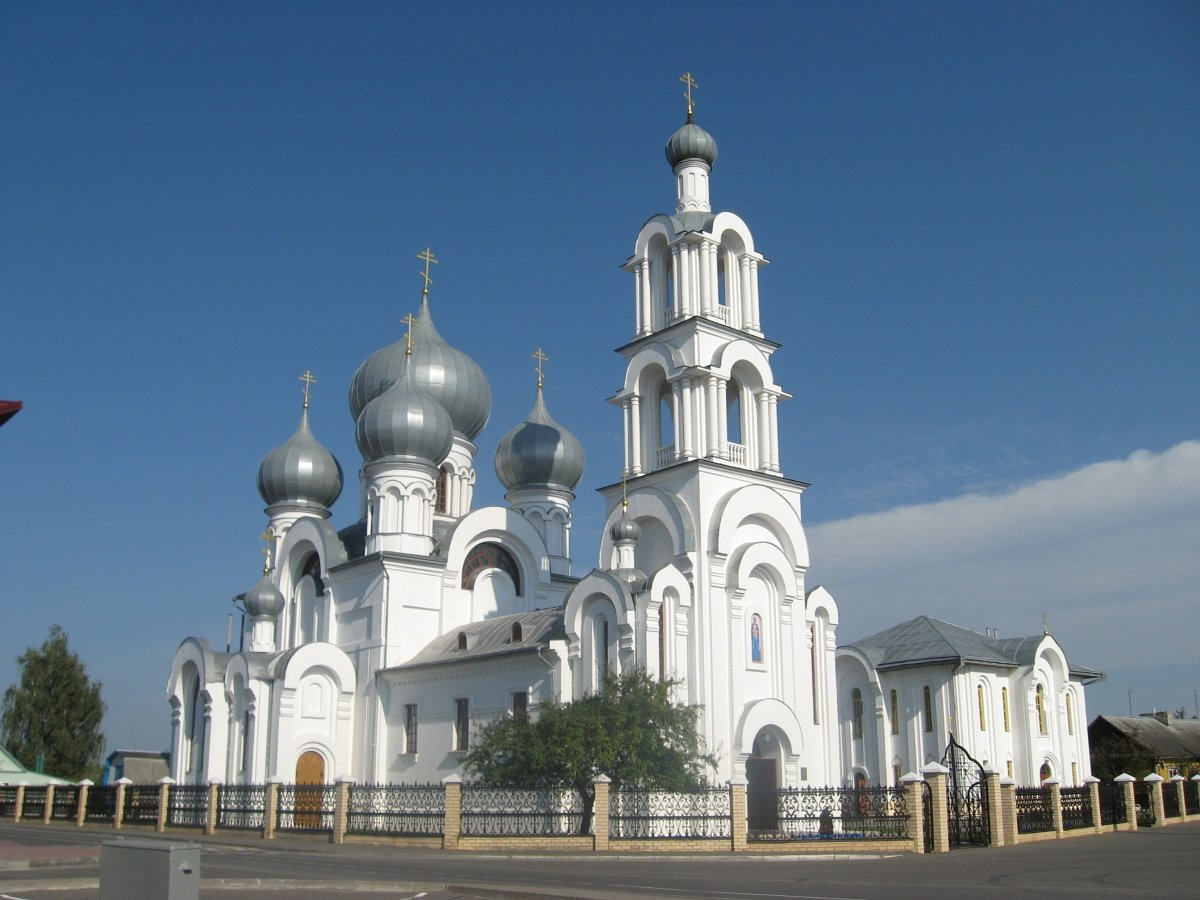
Храм святых апостолов Петра и Павла
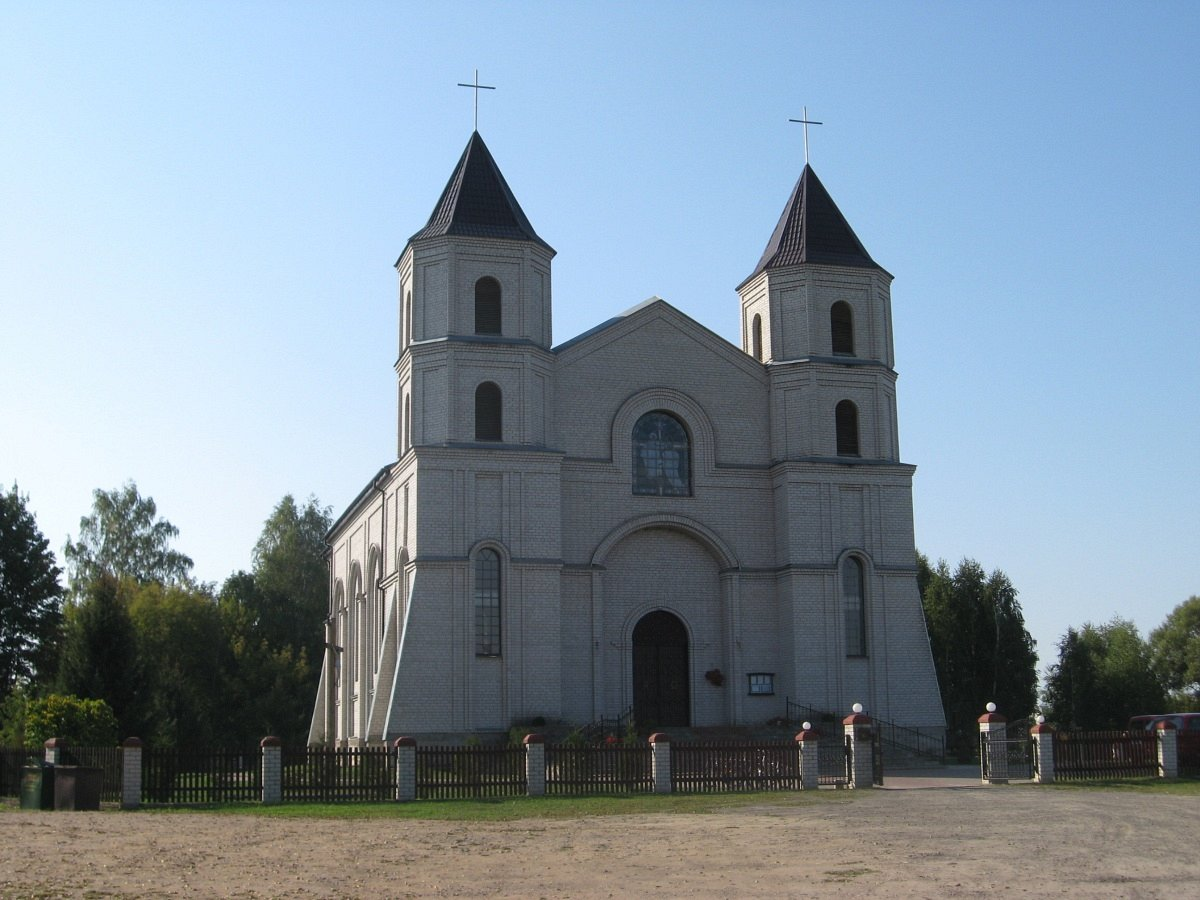
Костёл Найсвятейшей Троицы
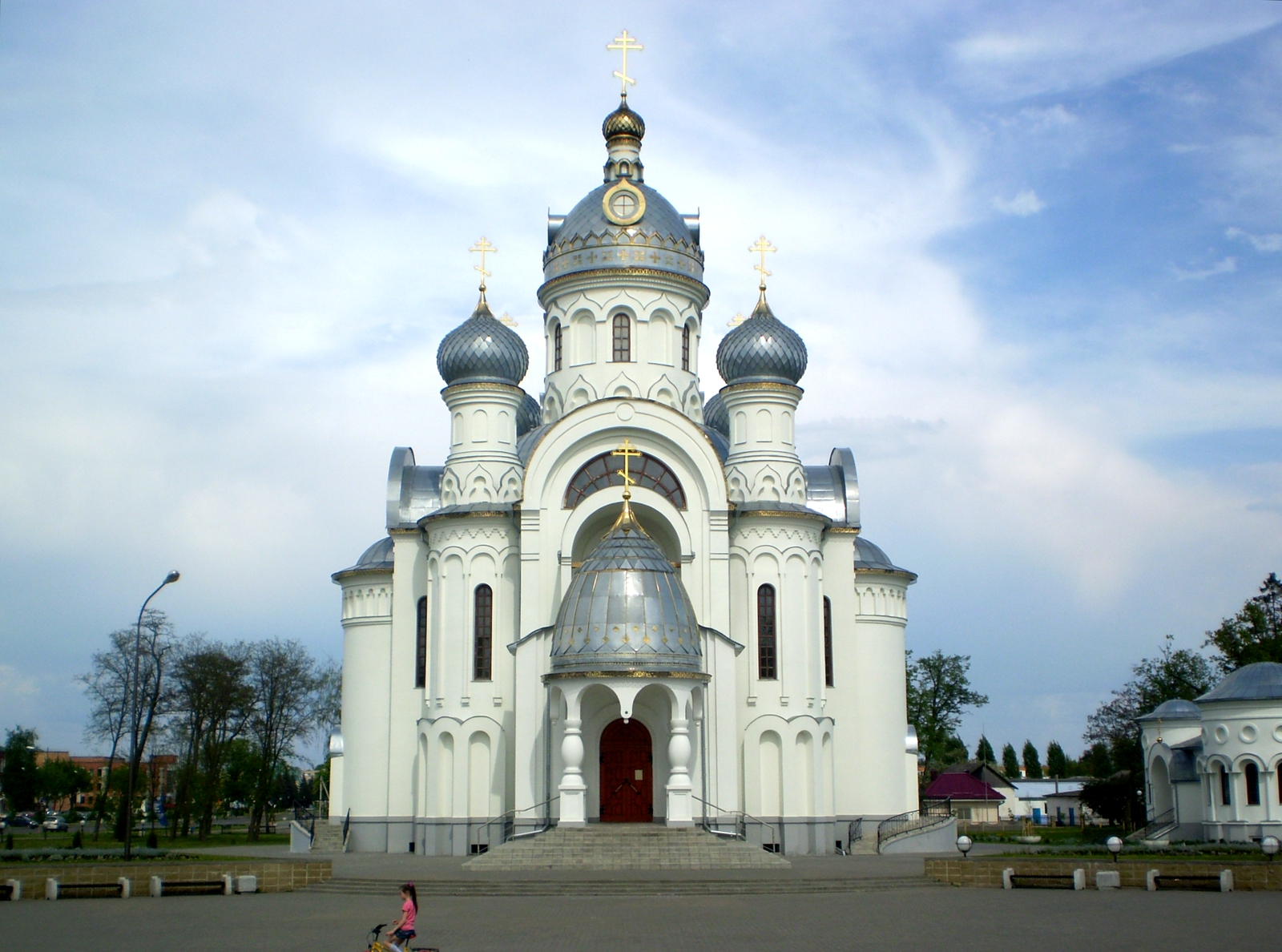
Свято-Михайловская церковь
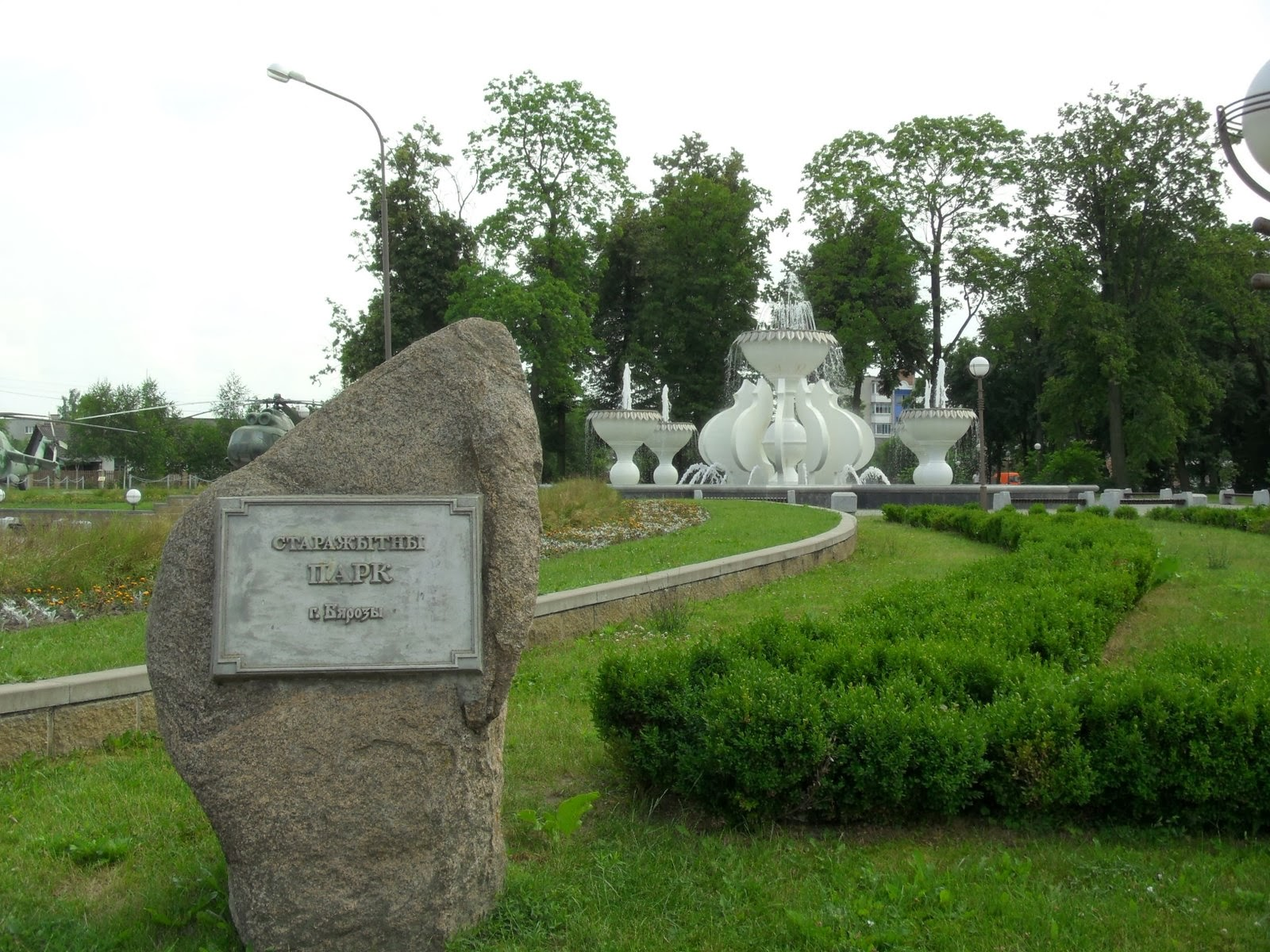
Парк
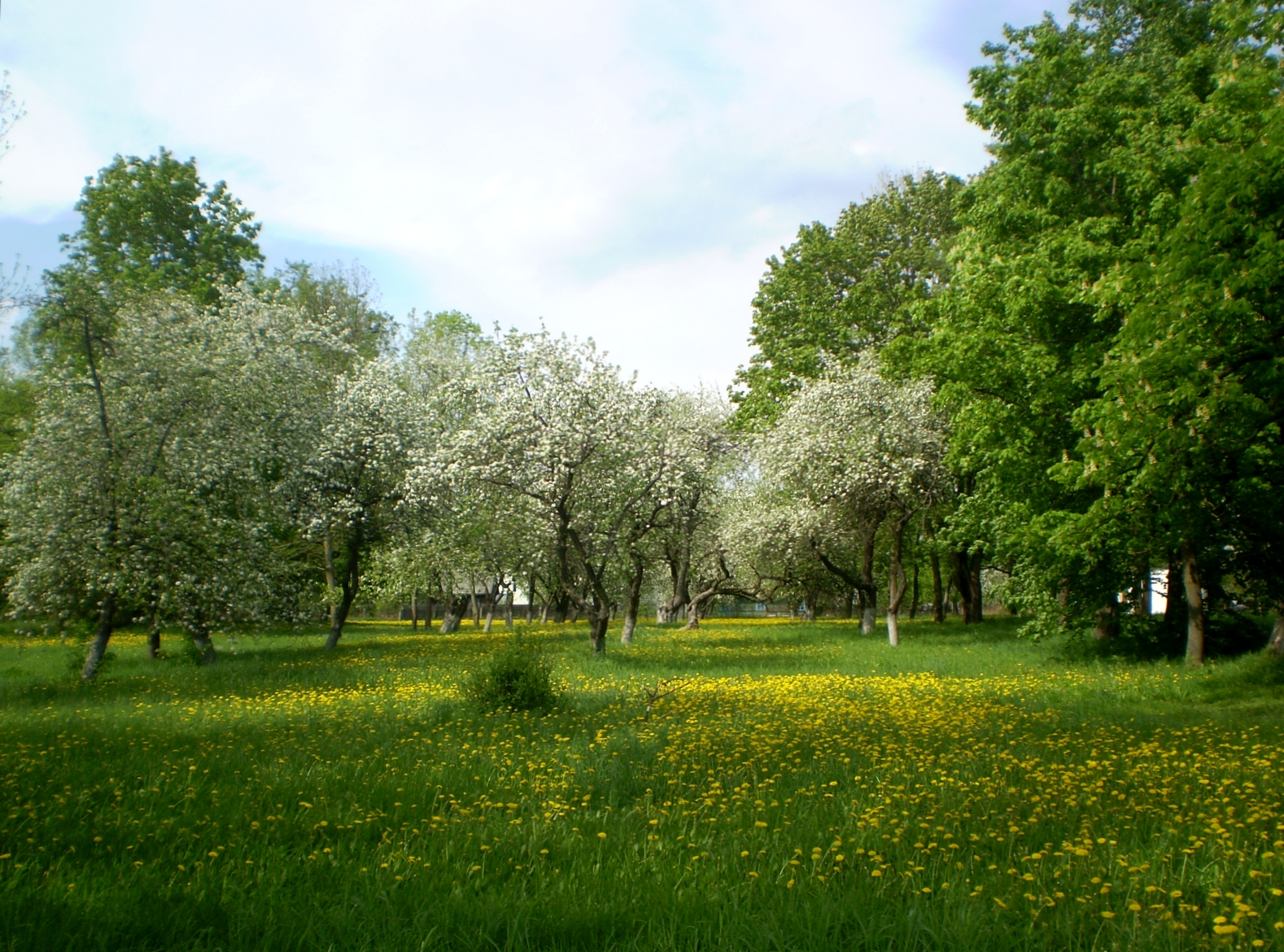
В городском парке

## СМИ
Издаётся газета «Маяк». Функционирует Интернет-портал газеты «Маяк»

## Города-побратимы
- Медвежьегорск (Карелия), Россия